# Kebonpedes (Kebonpedes)
Kebonpedes is een bestuurslaag in het regentschap Sukabumi van de provincie West-Java, Indonesië. Kebonpedes telt 5980 inwoners (volkstelling 2010).